# Schafbrücke (Sarrebruck)
Schafbrücke (anciennement Goffontaine ou Stahlhammer) est un quartier de la ville allemande de Sarrebruck en Sarre. Il fait partie du district Halberg.

## Géographie
Schafbrücke se situe dans la partie est de la capitale sarroise, dans une vallée où se rejoignent les ruisseaux affluents de la Sarre, le Rohrbach et le Grumbach. La Kaiserstraße (ancienne Bundesstraße 40) et la ligne ferroviaire de Mannheim à Sarrebruck qui comporte un arrêt Schafbrücke traversent le quartier.

## Histoire
Le toponyme Schafbrücke fait référence à un pont qui traversait le Rohrbach et où les bergers d'Eschberg lavaient leurs moutons au Printemps avant la tonte. À proximité du pont se trouvait un moulin dont les propriétaires exploitaient une armurerie avant 1580. Entre 1752 et 1753, le maire de Sarrelouis Pierre Gouvy fait construire à Schafbrücke une fonderie.
L'église catholique St. Theresia est construite entre 1951 et 1952, suivie par l'église évangélique en 1957. La formation de communautés ecclésiales autonomes, comme celle d'associations et d'écoles, a suscité le désir de la population de former une seule commune. Ainsi en 1960, Schafbrücke est la dernière commune de l'actuel arrondissement de Sarrebruck à voir le jour à partir de parties de Bischmisheim (Schafbrücke), de Scheidt (Neuscheidt, Stahlhammer) et de Brebach. Le 1er janvier 1974, à la suite de la réorganisation des communes allemandes, Schafbrücke est intégré à la ville de Sarrebruck. Depuis 1979, le centre commercial Saarbasar se situe à la limite avec le quartier d'Eschberg.

## Monuments

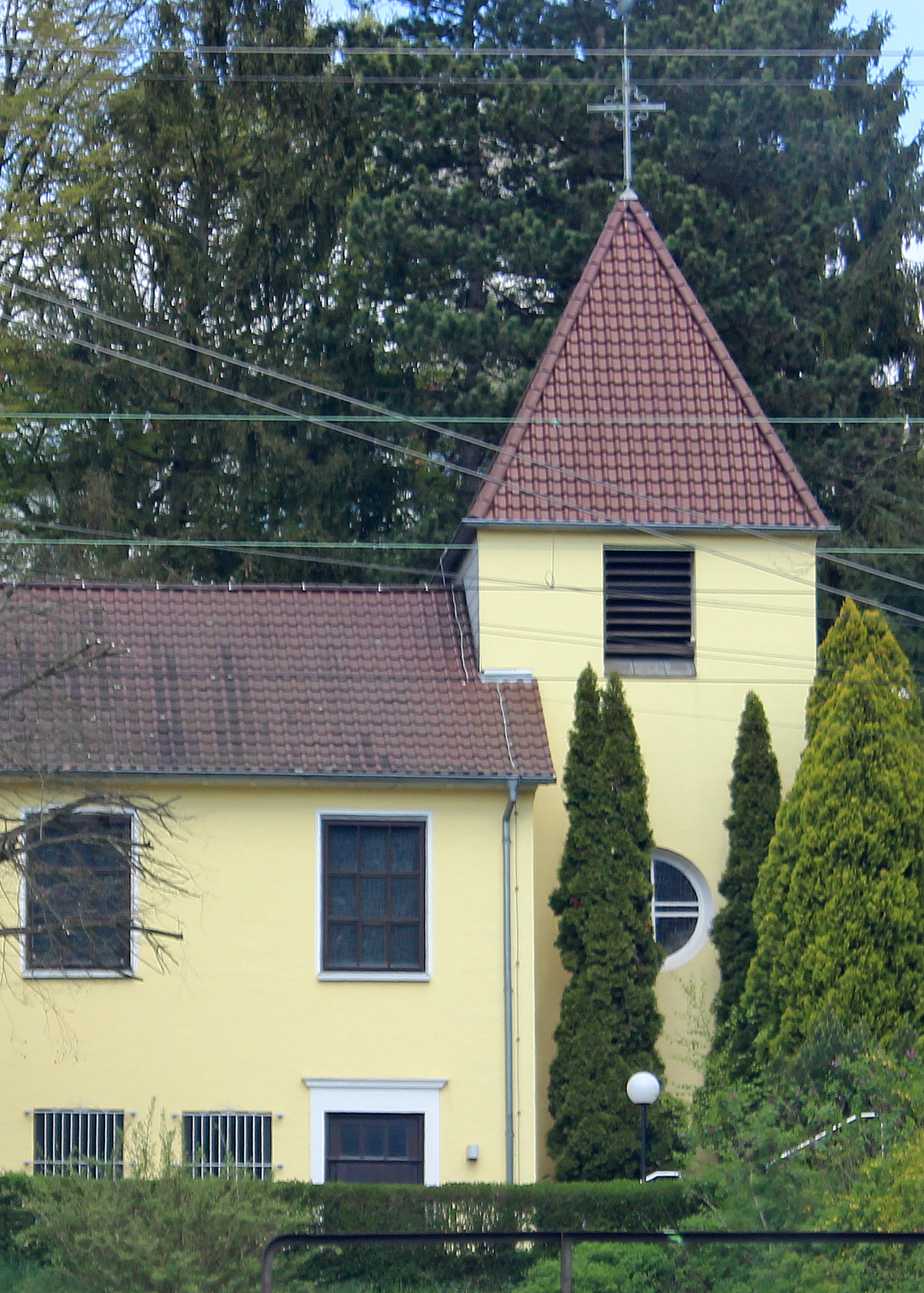
Église évangélique de Schafbrücke.